# Большая Сосновка (Красноярский край)
Больша́я Сосно́вка — село в Назаровском районе Красноярского края России. Входит в состав Красносопкинского сельсовета.

## География
Село находится на расстоянии 56 км к югу от города Назарово, административного центра района.

## Население
| 2010 |
| ---- |
| 261  |

### Гендерный состав
По данным Всероссийской переписи населения 2010 года, в селе проживал 261 человек (131 мужчина и 130 женщин).